# نرزيوة
نرزيوة هي قرية في مقاطعة أشنوية، إيران. عدد سكان هذه القرية هو 253 في سنة 2006.